# Telep (Újvidék)

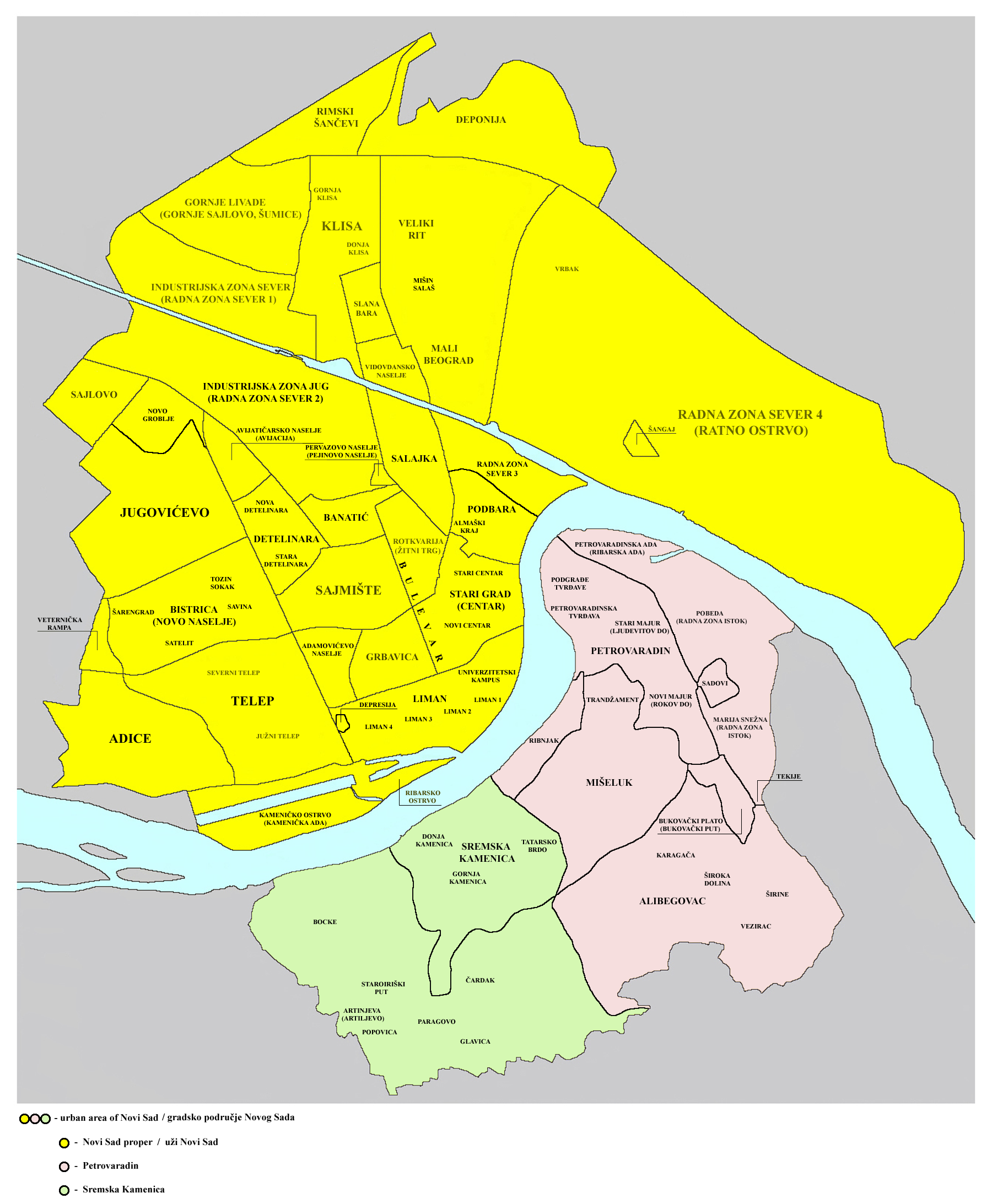
Újvidék kerületei

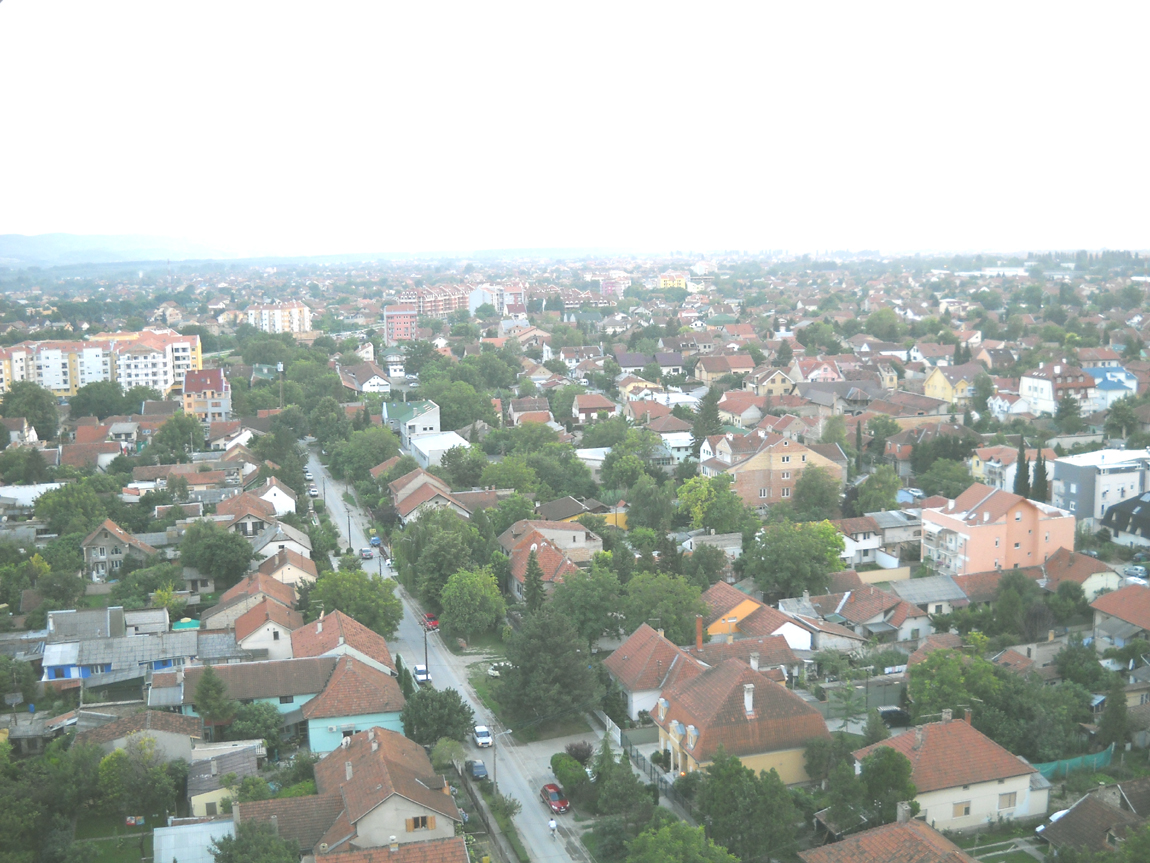
Telep föntről nézve

A Telep (szerbül: Телеп) Újvidék egyik kerülete Vajdaság tartományban, Szerbiában. A kerület a város nyugati részén fekszik és 3,45 km2 területet takar.

## Név
A Telep eredeti neve Darányi-telep volt. 1927 után átnevezték Adamovićevo Naselje-nek, majd a második világháború után csak Telep lett a neve. A mai Adamovićevo Naselje városrész is valamikor a Telephez tartozott, viszont a világháború után különválasztották.

## Története
A 13. és a 16. század között egy Kűszentmárton nevezetű település létezett a mai Telep helyén. A modern városrész 1890 után alakult ki. Először az északi fele lett benépesítve, majd 1902 után fejlődött ki a Dél-Telep is. Az 1931-es népszámlálás szerint a kerület lakossága 9000 körül volt, főleg magyar nemzetiségű.

## Lakosság
2005-ben a lakosság száma 17 130 volt, ebből a többség szerb nemzetiségű. Újvidék magyarságának nagyobb része továbbra is itt él.

## Elhelyezkedése
A Telep a város nyugati részén fekszik és 3,45 km2 területet takar. Északon a Futaki út (Futoški put) és az Újvidéki út (Novosadski put) határolják, nyugaton a Šumska utca, délen a Podunavska utca, keleten pedig a Halász-sziget utca (Ulica Ribarsko ostrvo), a Sima Matavulja utca, valamint a nemrég épített Szabadkai sugárút (Subotički bulevar).
A Teleppel szomszédos városrészek az Újtelep és a Szatelit északon, az Adamovićevo Naselje és a Liman IV keleten, valamint Adice nyugaton.
A Telep Észak-Telepre és Dél-Telepre van osztva. A két rész között a Zombori sugárút megy, a valamikori Újvidék-Zombor vasútvonal helyén.

## Kultúra
A Telep az újvidéki magyarság központját képezi. Itt található a Szent Erzsébet római katolikus templom, valamint a Református templom. Az 1990-es években szerb ortodox templomot is építettek a növekvő szerb lakosság számára.
1945-ben megalakult a „Petőfi Sándor” kultúregyesület, mely magába foglalja a magyar nyelvű könyvtárt is.

## Iskolák
Két általános iskola és egy középiskola található a Telepen.
- József Attila Általános Iskola
- Nikola Tesla Általános Iskola
- Laza Kostić gimnázium

## Összeköttetések
A városrész a 12-es és a 6-os számú busszal van összekötve a város többi részével. A 4, 7, 9, 11A és 11B szintén megközelítik vagy elmennek a széle mentén.

## Képtár

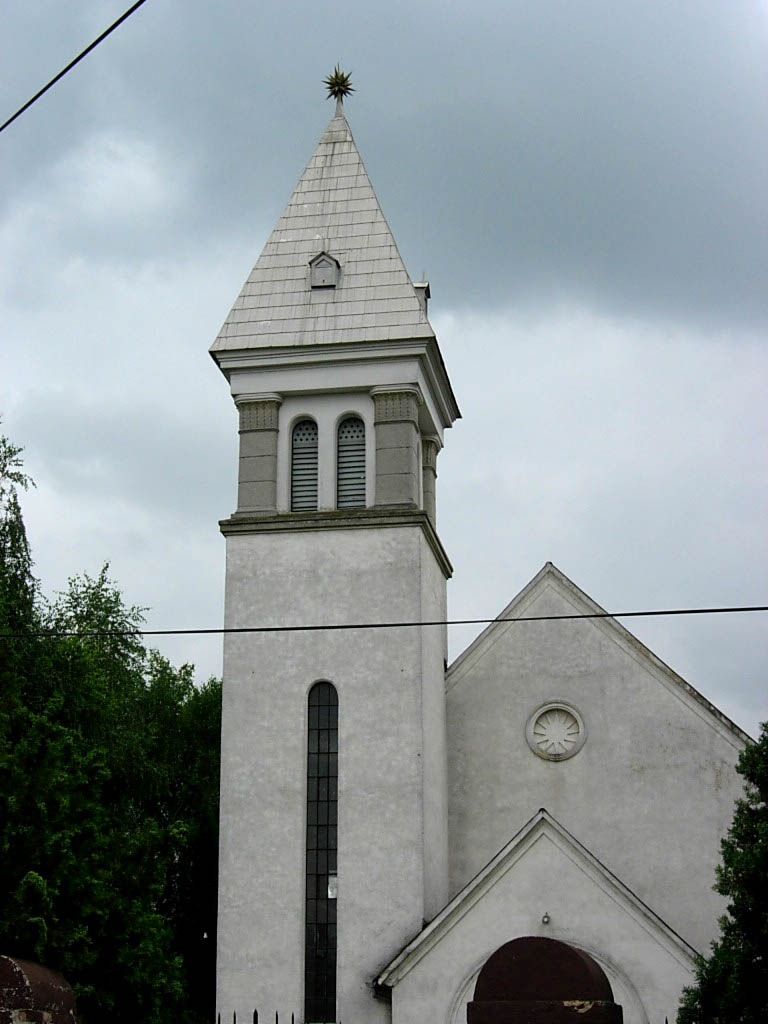
A Református templom
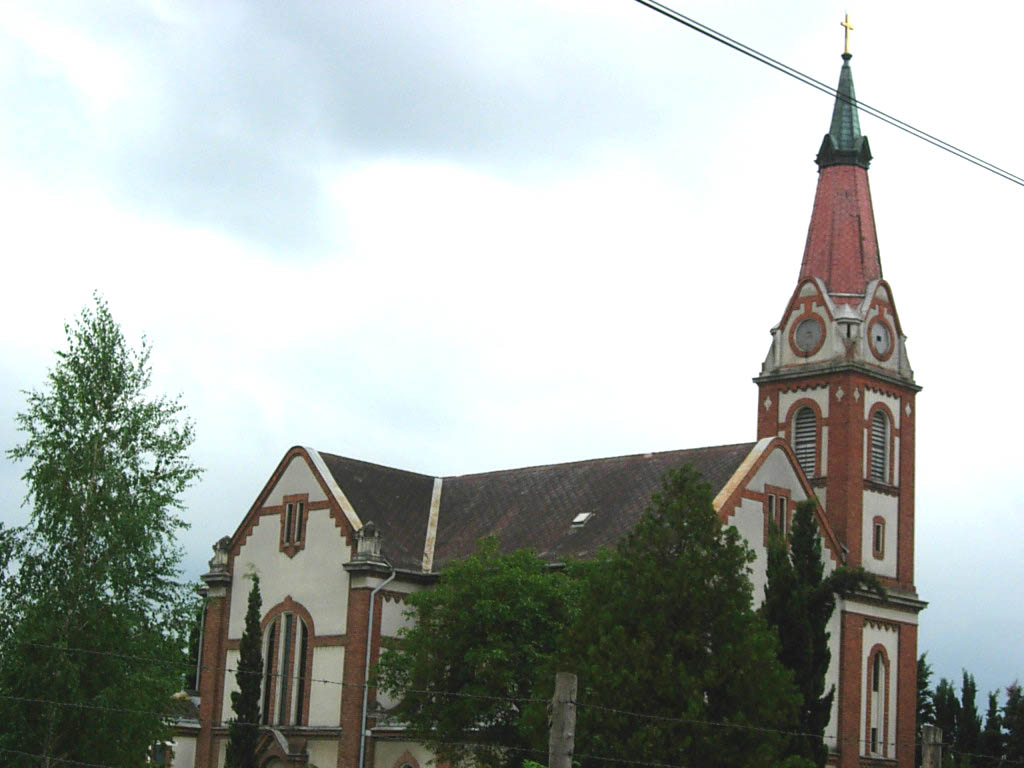
Szent Erzsébet katolikus templom
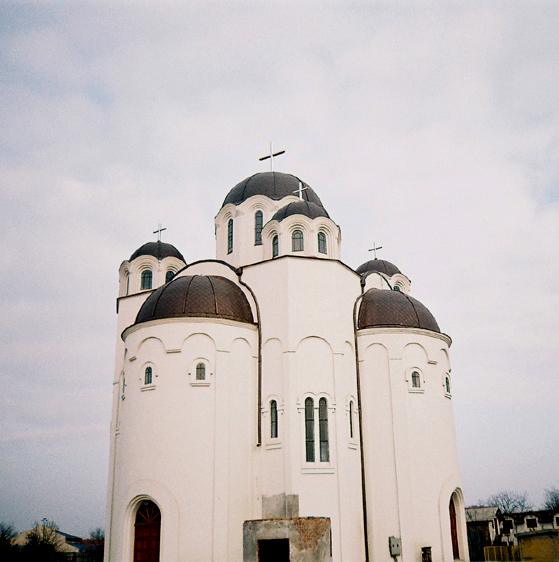
Szerb ortodox templom
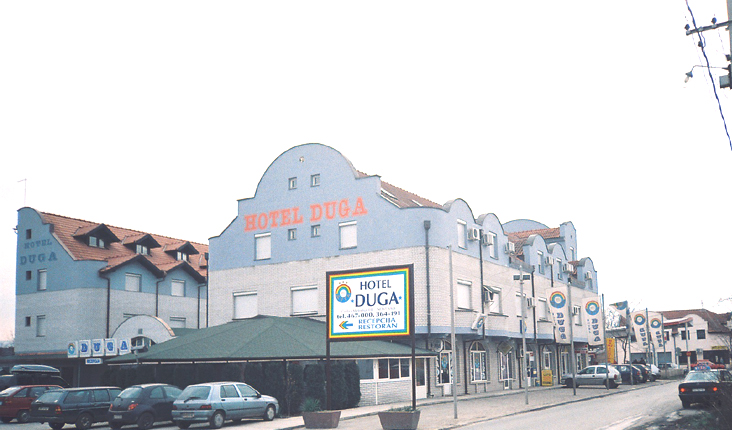
Telep, Hotel Duga
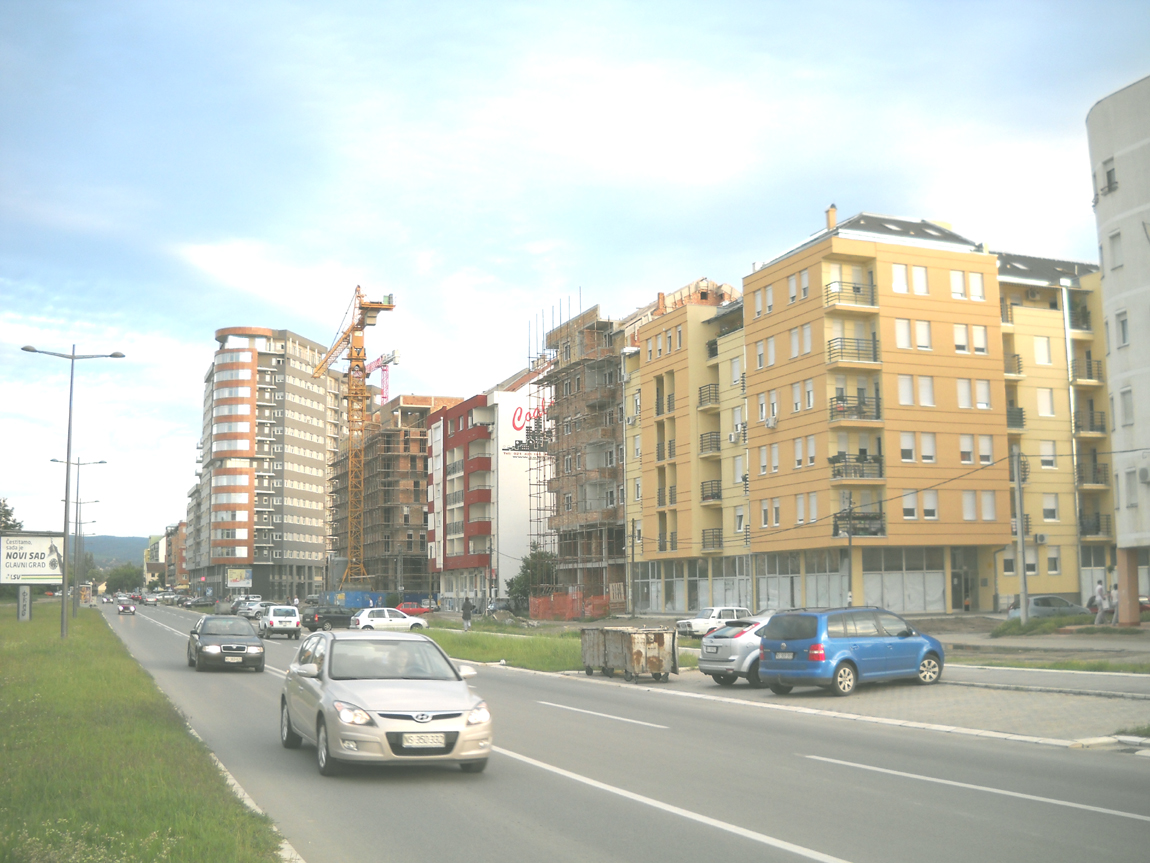
Szabadkai sugárút
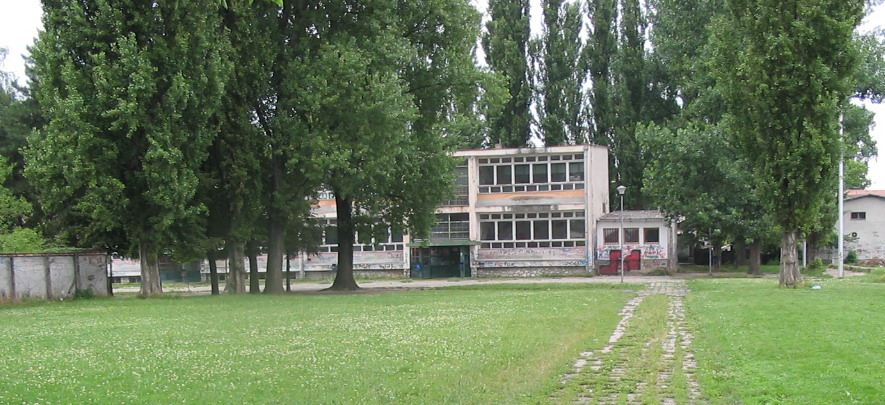
Nikola Tesla Általános Iskola
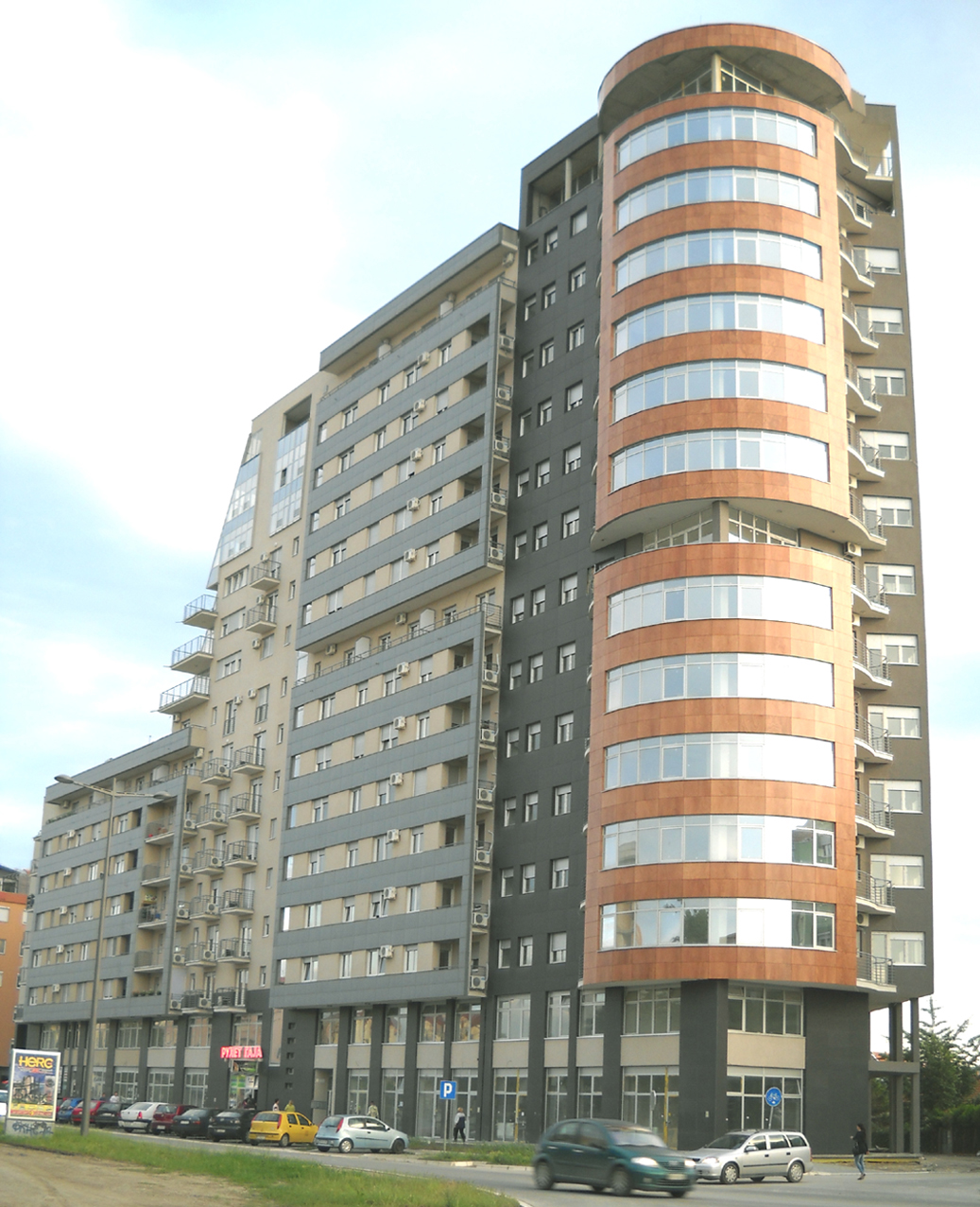
A legmagasabb épület, a Szabadkai sugárúton